# Ditassa weberbaueri
Ditassa weberbaueri är en oleanderväxtart som beskrevs av Rudolf Schlechter. Ditassa weberbaueri ingår i släktet Ditassa och familjen oleanderväxter. Inga underarter finns listade i Catalogue of Life.